# ألكسندر شابلن
ألكسندر شابلن (بالإنجليزية: Alexander Chaplin)‏ مواليد 20 مارس 1971 في نيويورك، الولايات المتحدة، هو ممثل أمريكي بدأ مسيرته الفنية سنة 1992.

## الأعمال

### أفلام
- مدرسة أم (2002) (بدور: وليام أندرسون)
- أولاد كبار (2003)
- شراب (2013) (بدور: بول)
- أتمنى لو كنت هنا (2014)

### مسلسلات
- سكرابز (2004) (بدور: سام تومسون)
- نمبرز (2007) (بدور: أوستن باركر)
- مارك فيورستين (2009)
- بيتي القبيحة (2009) (بدور: فابيان)
- ذا غود وايف (2013) (بدور: آرثر شوماخر)
- راي دونوفان (2013)
- وادي السيليكون (2015)
- عقرب (2015) (بدور: سيمون)
- الإبتدائية (2016)

## روابط خارجية
- ألكسندر شابلن على موقع IMDb (الإنجليزية)
- ألكسندر شابلن على موقع ألو سيني (الفرنسية)
- ألكسندر شابلن على موقع أول موفي (الإنجليزية)
- ألكسندر شابلن على موقع قاعدة بيانات الفيلم (الإنجليزية)
- ألكسندر شابلن على موقع كينوبويسك (الروسية)